# Krosno Odrzańskie (district)
Krosno Odrzańskie (powiat krośnieński) is een Pools district (powiat) in de Woiwodschap Lubusz. Het district heeft een oppervlakte van 1389,91 km² en telt 58.640 inwoners (2014).

## Steden
- Gubin
- Krosno Odrzańskie

Stadsdistricten:
Gorzów Wlkp. · Zielona Góra 

Districten:
Gorzów · Krosno · Międzyrzecz · Nowa Sól · Słubice · Strzelce-Drezdenko · Sulęcin · Świebodzin · Wschowa · Zielona Góra · Żagań · Żary